# Jutta von Ahaus
Jutta von Ahaus (* um 1352; † 23. Januar 1408 in Diepenveen) war Äbtissin im Stift Vreden.

## Leben

### Herkunft und Familie
Jutta von Ahaus wurde als Tochter Hermanns II. von Ahaus (* vor 1300, † 1362) und Agnes’ von Steinfurt (1295–1342, Tante der Äbtissin Lutgard von Steinfurt) geboren. Die Familie gehörte einem Edelherrengeschlecht an.

### Werdegang und Wirken
Im Alter von etwa fünf Jahren wurde Jutta 1357 in das Kanonissenstift Vreden gegeben und dort aufgenommen. Im Jahre 1369 bekleidete sie das Amt der Kellnerschen und 1385 wurde sie Pröpstin. Damit bekleidete sie das höchste Amt nach der Äbtissin Adelheid von Bentheim. Nach dem Tod Adelheids am 23. April 1387 wurde sie zur Äbtissin bestimmt. Der Wahlbestätigung ging wegen des zwiespältigen Wahlausgangs ein sieben Jahre währender Rechtsstreit voraus. 1393, bei ihrem triumphalen Einzug, geschah ein schreckliches Unglück: Ihr Kutscher fiel vom Bock und starb. Dieses Ereignis prägte sie stark und stürzte sie in eine psychische Krise. Über die Behandlung ihrer Krankheit kam der Kontakt mit Johannes Brinckerinck zustande, der sich um ihre Bekehrung zur Devotio moderna kümmerte. Diese Glaubensströmung hatte zum Ziel, die Menschen zu einem einfachen Leben im Sinne Jesu Christi zu führen.
Im Herbst 1395 entschloss sie sich, das Stift zu verlassen. An ihre Stelle trat Elisabeth III. van Voorst. Jutta hatte zur Vorbereitung auf den Umzug zur Devotengemeinschaft in Deventer das Spinnen erlernt, wohl zum Unverständnis der hochadeligen Vredener Stiftsdamen, die in Juttas Verhalten eine Schande für das Stift sahen. Mit dem Wegzug nach Deventer ließ sie ihre kleine Nichte Margaretha von Ahaus – spätere Äbtissin in Nottuln – allein im Vredener Stift zurück.
Bis zum Sommer 1400 lebte sie in einer Wohngemeinschaft, als Johannes Brinckerinck das Schwesternhaus St. Agnes in Diepenveen gründete und Jutta dort als eine der ersten Schwestern einsetzte. Mit harter Arbeit half sie beim Aufbau des Stifts: Ochsen hüten, Schweine füttern, Stallungen ausmisten, Spinnen und andere schwere Tätigkeiten gehörten nun zum Alltag. Am 21. Januar 1408 nahm das Schwesternhaus die Augustinerregel an. Die sterbenskranke Jutta wurde eingekleidet und auf dem Krankenbett legte sie das Ordensgelübde ab. So starb sie zwei Tage später als Augustinernonne.
Jutta wurde zu einer Vorbildfigur, denn ihr Leben war geprägt durch einen Kontrast zwischen ihrer adeligen Abstammung/gesellschaftlichen Stellung als Äbtissin einerseits und ihrer Bekehrung mit anschließendem Dasein als einfache Schwester andererseits.